# Maurits Peter von Krusenstierna
Maurits Peter von Krusenstierna, ursprungligen Graméen, född 18 januari 1766 i Karlskrona, död 18 augusti 1813, var en svensk sjömilitär.

## Biografi
von Krusenstierna var son till kommendörkaptenen Nils Graméen och hans hustru Johanna Maria von Krusenstierna (dotter till amiralen Mauritz Adolf von Krusenstierna). Redan 1775 inskrevs han vid Johan Wrangels amiralitetsvolontärskompani. 1777 blev han kadett vid amiralitetskadettkåren, och 1779 fänrik vid amiralitetet. 1784 blev von Krusenstierna lärstyrman i Ostindiska kompaniets tjänst. 1786 utnämndes han till löjtnant vid amiralitetet. 1788 utnämndes han till tredjestyrman i Ostindiska kompaniets tjänst, och vid sin återkomst 1790 från en lång resa till Kina i kompaniets tjänst insattes han omedelbart det sedan 1788 pågående kriget mot Ryssland, och deltog i Sjöslaget vid Reval, sjöslaget vid Kronstadt, Viborgska gatloppet och slaget vid Svensksund. För sina insatser befordrades han 17 juli 1790 till kapten.
1794–1795 var von Krusenstierna adjutant vid storamiralsämbetet, och 1795 befordrades han till förste major vid första amiralitetvolontärregementet och placemajor i Karlskrona samma år. 1796 utnämndes von Krusenstierna till chef för ett amiralitetsvolontärkompani.
1799 upphöjdes von Krusenstierna till riddare av Svärdsorden och befordrades 1800 till överstelöjtnant. 28 maj 1801 adlades von Krusenstierna och adopterades inom sin mors adliga ätt (introducerad 1803). von Krusenstierna var även flaggkapten under 1801 års expedition, och fregattchef under den expedition som 1801–1803 blockerade Tunis. Han tog 1805 avsked från regementet och placemajorsbefattningen, och invaldes samma år som ledamot av Krigsvetenskapsakademin, och utnämndes i stället till kommendant i Karlskrona.
I samband med utbrottet av Finska kriget 1808-1809 utnämndes han till flaggkapten, och var den som uppgjorde planen för och ledde överfallet på ryska skärgårdsflottan vid Jungfrusund 17 augusti 1808.
9 november 1808 utnämndes han till överste och överadjutant hos kungen. 1809 utnämndes han till konteramiral, och var 1809–1810 tillförordnad landshövding på Gotland. 1810–1811 var han chef för den eskader som skulle föra det låtsade kriget mot England och förde under tiden med stor skicklighet de diplomatiska förbindelserna med James Saumarez. 1812 begärde han avsked från sina befattningar, och slog sig ned på sin gård Anneberg i Botilsäters socken, där han avled året därpå.
von Krusenstierna var sedan 1792 gift med Beata Charlotta Horn af Rantzien. De var föräldrar till Salomon Mauritz von Krusenstierna.